# Johann Adam Melsheimer

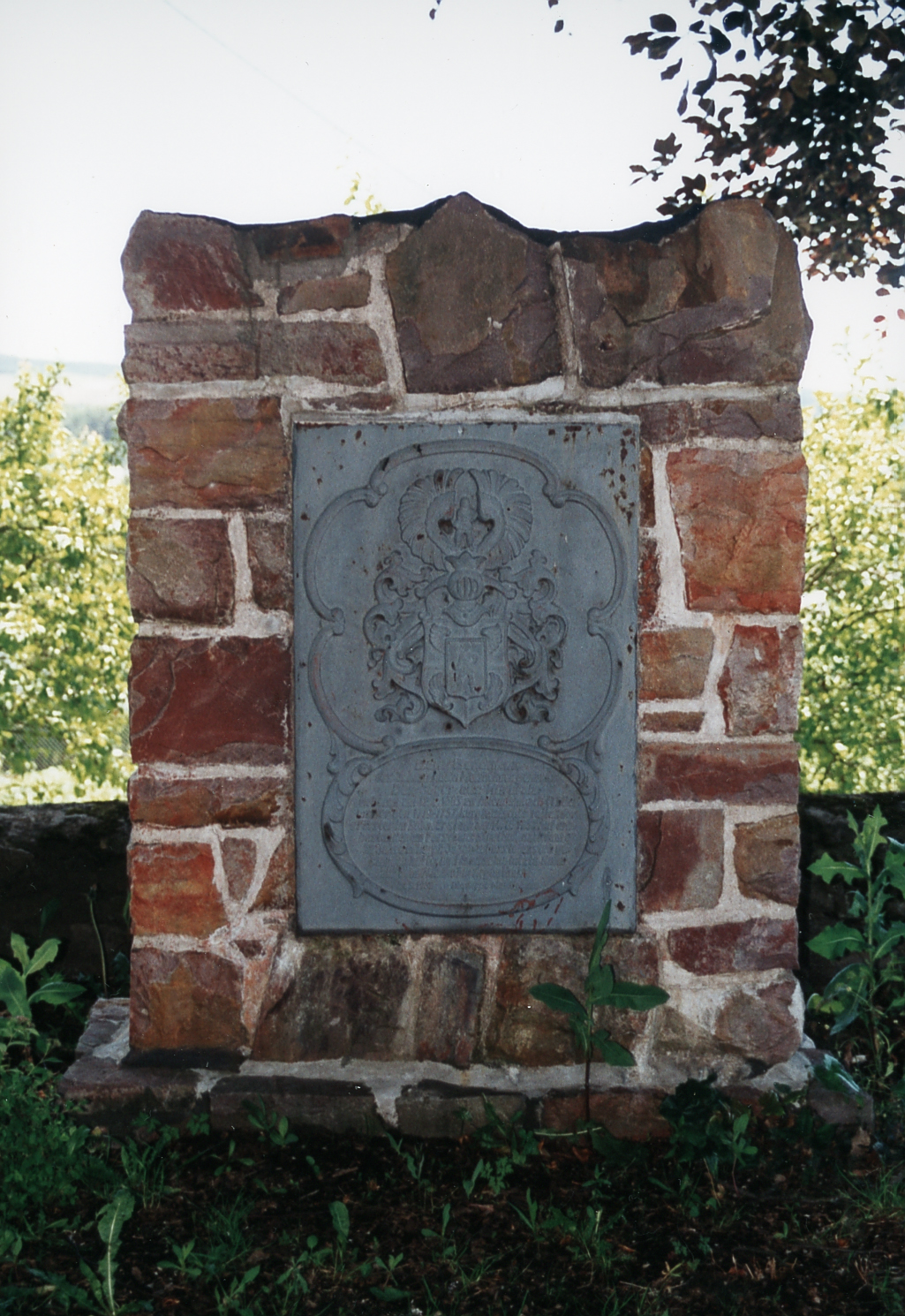
Grabstein des „Jägers aus Kurpfalz“ auf dem Argenthaler Friedhof

Johann Adam Melsheimer (* 22. Februar 1683 in Altendambach; † 14. August 1757 im Forsthaus Struthof, Münchwald) war von 1719 bis 1757 Förster und kurpfälzischer reitender Jäger im Soonwald.

## Leben und Wirken als Förster
Melsheimer wurde als Sohn eines Forstmeisters in Altendambach im heutigen Thüringen geboren. Er lernte in der Nähe von Heidelberg und war nach dieser Ausbildung als Forstknecht im Odenwald tätig. 1719 übernahm er als Erbbeständer die Försterstelle auf dem Forsthaus Struthof im Hunsrück.
Melsheimer kam aus kurpfälzischem Gebiet in den Soonwald, der bis 1707 zum gemeinschaftlichen Besitz der Markgrafschaft Baden und der Kurpfalz auf dem Territorium der Vorderen Grafschaft Sponheim gehörte.
Im Sterberegister der evangelischen Pfarrkirche Gebroth steht unter dem Datum des 14. August 1757 zu lesen:
Den 14. August starb an einer langwierigen Krankheit, der Wassersucht, Herr Johann Adam Melsheimer, Churpfälzischer reitender Förster im Soonwald, auf dem Struthof und ist nach churpfälzischer Verordnung nach Argenthal begraben worden, seines Alters 74 Jahre. Requiescat in pace.
Er liegt in Argenthal begraben. Neben dem Gedenkstein auf dem Argenthaler Friedhof existiert am Forsthaus Struthof eine weitere Gedenktafel, die an den Förster Johann Adam Melsheimer erinnert.

## Der Jäger aus Kurpfalz
Johann Adam Melsheimer gilt neben Friedrich Wilhelm Utsch und Johann Kasimir als der legendäre Waidmann, der in dem Volkslied Ein Jäger aus Kurpfalz besungen wird. Dies ist jedoch nicht belegt.
Auf Grund seiner Herkunft sei Melsheimer von der Bevölkerung als der „Jäger aus Kurpfalz“ bezeichnet worden. Auf seiner Abschussliste für das Jahr 1720 stehen 26 Stück Rotwild, acht Böcke, zwei Rehe und drei Sauen.